# انارژیت
انارژیت (به انگلیسی: Enargite) با فرمول شیمیایی CuAsS4 از مجموعه کانی هاست و حل شونده در HNO3 Cu:۴۸٫۴۲٪ As:۱۹٫۰۲٪ S:۳۲٫۵۶٪ همراه با Fe,Sb,Zn برای اولین بار در آمریکا کشف شد و از نظر شکل بلور: ورقه‌ای - هرمی - ماکله، رنگ: خاکستری روشن - خاکستری - سیاه، شفافیت: کدر(اپاک)، شکستگی: ناصاف، جلا: فلزی، رخ: خوب - مطابق با سطح ناقص- در سطح و، سیستم تبلور: ارترومبیک و در رده‌بندی سولفور است و منشأ تشکیل آن هیدروترمال است.
همایند کانی‌شناسی (پارانژ) آن - کالکوپیریت- لوزونیت- تترائیدریت- بورنیت- پیریت و... وجه تسمیهدرزبان یونانی enarges یعنی آشکار و واضح است
، از نظر ژیزمان بلور- آگرگات دانه ای- لیفی(الیافی) تقریباً کمیاب ; آلمان شرقی، اطریش، یوگسلاوی، آمریکا، پرو، شیلی و آرژانتین یافت می‌شود.